# Прокат
Прока́т в металлургии (металлопрокат) — продукция, получаемая на прокатных станах путём горячей, тёплой или холодной прокатки. Сортаментом называют совокупность прокатных профилей (форма поперечного сечения прокатанного изделия), отличающихся по форме и размерам.

## Классификация

### По размеру профиля
По размеру профиля сортовой прокат делится на:
1. крупный — круглая сталь диаметром 80—250 мм, квадратная сталь со стороной 70—200 мм, периодические арматурные профили № 70—80, угловая сталь с шириной полок 90—250 мм, швеллеры и двутавровые балки обычные и облегченные высотой 360—600 мм, специальные широкополочные двутавры и колонные профили высотой до 1000 мм, шестигранная сталь до № 100, рельсы железнодорожные длины 1 м с массой 43—75 кг, полосовая сталь шириной до 250 мм и др.;
2. средний — круглые диаметры 32—75 мм, квадратные со стороной 32—65 мм и шестигранные до № 70, стальной периодический арматурный профиль № 32-60, двутавровые балки высотой до 300 мм, швеллеры высотой от 100—300 мм, рельсы узкой колеи Р18—Р24, штрипсы сечением до 8×145 мм, разнообразные фасонные профили отраслевого назначения и др;
3. мелкий — круглая сталь диаметром 10—30 мм, квадратная сталь со стороной 8—10 мм, периодический арматурный профиль № 6—28, угловая сталь с шириной полок 20—50 мм, швеллеры № 5—8, полосовая сталь шириной до 60 мм,

шестигранная сталь до № 30 и разнообразные фасонные профили отраслевого назначения эквивалентных размеров.

### По геометрии профиля
По этому параметру выделяют:
1. прокат с постоянным поперечным сечением по длине (сортовой прокат простой геометрии и фасонные профили);
2. прокат с переменным поперечным сечением по длине (периодические профили);
3. специальный прокат (ребристые труды, колёса, бандажи, шестерни, шары)[1].

### Листовой прокат
1. толстолистовая сталь (толщина свыше 4 мм);
2. горячекатаная тонколистовая сталь (толщина менее 4 мм);
3. холоднокатаная тонколистовая сталь (толщина менее 4 мм)[2][1].

К плоским видам проката относят рулонную сталь, листовую сталь, жесть, ленту.

### Сортовой прокат
Катанка, шары помольные и другие виды проката, у которых касательная к любой точке периметра его поперечного сечения данное сечение не пересекает.
1. простой (круг, квадрат, шестигранник, полоса плоского сечения);
2. фасонный (уголок, швеллер, балка двутавровая, рельсы, специальные профили для судостроения и другие виды проката, у которых касательная хотя бы к одной точке периметра поперечного сечения пересекает данное сечение)[2].

Также фасонный прокат подразделяется на
1. прокат общего (массового) потребления (квадрат, круг, полосовая сталь, шестигранник, угловые профили, швеллеры, двутавровые балки, z-образный профиль);
2. прокат специального назначения (рельсы железнодорожные, рельсы трамвайные, профили для автоободов, рессор, шахтных креплений,тракторных шпор, шпунтовые сваи, трёхгранный профиль, клиновой, овальный и ромбический профили)[2].

### Трубы
Трубы подразделяют на
1. бесшовные;
2. сварные;
3. фасонные;
4. трубы переменного сечения.

Также выделяют тонкостенные, прецизионные, капиллярные и трубы высокой точности.

### Специальные профили
1. Фасонные прецизионные профили получают горячей и холодной прокаткой и волочением на станах.
2. Гнутые профили, изготовляемые из листа и ленты толщиной 0,2—20 мм, применяют в разных отраслях промышленности и для бытовых целей. По сравнению с горячекатаными гнутые профили обеспечивают большую точность, имеют меньшую толщину, могут иметь закрытую форму, которую невозможно получить прокаткой[4].

## Типы обработки поверхности проката
По типу обработки поверхности прокат делится на:
- шлифованный;
- зеркальный;
- калиброванный;
- матовый.